# Desdèmona (satèl·lit)
Desdèmona és un satèl·lit interior del planeta Urà. Descobert gràcies a les imatges proporcionades pel Voyager 2 el 13 de gener de 1986, se li va donar la designació temporal S/1986 U 6. Desdèmona rep el seu nom de l'esposa d'Otel·lo de l'obre de teatre de William Shakespeare Otel·lo. També se l'anomena Uranus X.
Desdèmona pertany al grup de satèl·lits de Pòrcia, que inclou també s Bianca, Crèssida, Julieta, Pòrcia, Rosalina, Cupid, Belinda i Perdita.
Aquests satèl·lits presenten òrbites i propietats fotomètriques similars. Desgraciadament es coneix poca cosa més que la seva òrbita, radi de 32 km i albedo geomètrica de 0,08.
A les imatges de la Voyager 2 Desdemona es mostra com un objecte allargat, amb l'eix major apuntant cap a Urà. La ràtio dels eixos de l'esferoide prolat de Desdèmona és 0,6 ± 0,3. la seva superfície presenta un color grisós.
Desdemona podria col·lidir amb una de les llunes veïnes d'Urà Crèssida o Julieta en els propers 100 milions d'anys.